# Helmut Kreicker
Helmut Kreicker (* 2. Oktober 1970 in Bremen) ist ein deutscher Jurist. Er ist seit dem 16. November 2020 Richter am Bundesgerichtshof.

## Leben und Wirken
Kreicker war nach dem Abschluss seiner juristischen Ausbildung zunächst am Max-Planck-Institut für ausländisches und internationales Strafrecht in Freiburg tätig. 2005 trat er in den Justizdienst des Landes Niedersachsen ein. Dort war er erst der Staatsanwaltschaft Hildesheim und anschließend dem Landgericht sowie dem Amtsgericht Hildesheim zugewiesen. 2009 wurde Kreicker zum Richter am Landgericht Hildesheim ernannt. 2011 bis 2014 erfolgte seine Abordnung als wissenschaftlicher Mitarbeiter zum Generalbundesanwalt beim Bundesgerichtshof. Anschließend wechselte er an das Landgericht Hannover. 2016 wurde er bei dem Oberlandesgericht Celle zum Richter am Oberlandesgericht ernannt. Kreicker ist promoviert.
Das Präsidium des Bundesgerichtshofs wies Kreicker zunächst dem 3. Strafsenat zu, der neben allgemeinen Revisionen aus den Bezirken der Oberlandesgerichte Düsseldorf, Oldenburg und Koblenz insbesondere für Revisionen in Staatsschutzsachen zuständig ist.

## Publikationen (Auswahl)
- Strafrecht in Reaktion auf Systemunrecht: vergleichende Einblicke in Transitionsprozesse; ein Projektbericht, Freiburg im Breisgau: Ed. iuscrim, Max-Planck-Institut für Ausländisches und Internat, 2001. ISBN 978-3-86113-915-7
- Art. 7 EMRK und die Gewalttaten an der deutsch-deutschen Grenze: zu den Urteilen des Europäischen Gerichtshofs für Menschenrechte, Baden-Baden: Nomos, 2002. OCLC 51061426
- Völkerrechtliche Exemtionen: Grundlagen und Grenzen völkerrechtlicher Immunitäten und ihre Wirkungen im Strafrecht, Berlin: Duncker & Humblot, 2007. OCLC 861537103
- Nationale Strafverfolgung völkerrechtlicher Verbrechen / Band 7. Völkerstrafrecht im Ländervergleich, Berlin: Duncker und Humblot. OCLC 180979648